# Neville Longbottom
Neville Longbottom (* 30. července 1980) je fiktivní postava z románu britské spisovatelky J. K. Rowlingové o čarodějnickém učni Harrym Potterovi. Je popisován jako chlapec s kulatým obličejem a navštěvuje stejný ročník v Nebelvíru jako Harry. Neville je nejdříve velmi roztržitý a neschopný, ale postupem času se z něj stane  velmi odvážný čaroděj, hlavně po návštěvách Brumbálovy armády. Je čistokrevným čarodějem a jak se později projeví (hlavně ve třetím díle) i schopným – zničí bubáka při hodině s profesorem Lupinem. Nakonec to dotáhne až na profesora bylinkářství v Bradavicích.
Ve filmu ho hrál ve všech dílech Matthew Lewis.

## Dětství
Neville se narodil jeden den před Harrym a mohl tak být aktérem věštby, kterou pronesla profesorka Trelawneyová o Pánu zla a Harrym. Nevillovi rodiče se totiž stejně jako ti Harryho postavili Voldemortovi již třikrát. Voldemort si ale vybral Harryho. Nevillovi rodiče, Frank a Alice Longbottomovi, byli mučeni Smrtijedkou Belatrix Lestrangeovou kletbou Cruciatus, pod kterou ne úplně šťastnou náhodou nezemřeli, ale zešíleli. Jsou uloženi v nemocnici sv. Munga, kam je Neville s babičkou chodí často navštěvovat. Neville žije se svou babičkou Augustou, která byla také velmi schopnou čarodějkou. Je velmi přísná a lpí na disciplíně. Vždycky chtěla, aby Neville následoval příklad svého otce, stal se bystrozorem a byla zklamaná, když Neville nevykazoval žádné zvláštní kouzelnické schopnosti. Později v dospělosti se Neville ožení s Hannah Abbottovou.

## V knihách
V prvním díle bylo Nevillovým největším činem, když chtěl zabránit Harrymu, Ronovi a Hermioně v tom, aby šli zabránit Voldemortovi ve zmocnění kamene mudrců. Neville totiž nevěděl, kam jdou. Za to pak dostal na konci 10 bodů od Brumbála s tím, že dá hodně práce postavit se svým nepřátelům, ale ještě více postavit se svým přátelům, a Nebelvír tak vyhrál školní pohár.
Ve třetím díle se ho snažil podporovat nový učitel obrany proti černé magii Remus Lupin, který věřil v jeho schopnosti. Legendární se v Bradavicích stala historka, kdy se Nevillův bubák proměněný ve Snapea po vyslovení zaklínadla oblékl do šatů a klobouku Nevillovy babičky.
Ve čtvrtém díle je vysvětleno, proč Neville žije u babičky. Barty Skrk ml. přestrojený za Alastora Moodyho Nevillovi podstrčí knihu, díky které mohl pomoct Harrymu při druhém úkolu v turnaji tří kouzelníků. Harry ale v knize (na rozdíl od filmu) Nevilla o pomoc nepožádal, a tak mu nakonec pomohl Dobby.
Na vánočním plese byl s Ginny Weasleyovou.
V pátém díle se dramaticky zlepší Nevillovy kouzelnické schopnosti pod Harryho vedením v Brumbálově armádě. Ron a Hermiona (na rozdíl od Harryho, který to věděl již od čtvrtého dílu) zjistí, co se stalo Nevillovým rodičům při návštěvě v nemocnici svatého Munga. Když se Neville dozví o útěku Belatrix Lestrangeové z Azkabanu začne ještě více trénovat a snaží se zlepšit své kouzelnické dovednosti. Na konci spolu s hlavní trojicí, Ginny a Lenkou Láskorádovou bojuje na ministerstvu. Sehraje klíčovou roli a je spolu s Harrym jediný, kdo se až do konce udrží zdravý na nohou.
V šestém díle dostane novou hůlku, což zlepší jeho kouzelnické výkony (předtím totiž používal hůlku svého otce a kouzelník nikdy nedosáhne takových výsledků s cizí hůlkou jako se svou vlastní). Během cesty do Bradavic je pozván ke Křiklanovi, ale neprojde první zkouškou a ten už ho pak nepozve. Na konci se jako jeden z mála členů Brumbálovy armády účastní boje proti Smrtijedům na bradavickém hradě.
V sedmém díle vede Neville odboj proti novému vedení školy ve složení Severus Snape a Amycus a Alecto Carrowovi, protože Harry, Ron a Hermiona se do Bradavic nevrátili. Kvůli tomu byl často trestán Carrowovými a když to na něj nepůsobilo, Smrtijedi se rozhodli zajmout jeho babičku. Ta jim ale uprchla a poslala Nevillovi dopis, v němž mu říkala, že je na něj hrdá a ať ve svém odporu pokračuje. Nakonec se Neville musel skrýt v komnatě nejvyšší potřeby, protože ho chtěli zatknout. Během závěrečné bitvy o Bradavice sehraje důležitou roli. Nejen, že pomáhá profesorce Prýtové ve využití kouzelných rostlin v boji proti Smrtijedům, ale také nakonec vytáhne z Moudrého klobouku Nebelvírův meč a zabije s ním Voldemortův viteál – hada Naginiho.
J.K. Rowlingová uvádí, že se ožení s Hannah Abbotovou.

## Rodina
Longbottomovi jsou čistokrevná kouzelnická rodina, která se těší v kouzelnickém společenství respektu (soudě také podle toho, že Callidora Blacková, která si vzala Harfanga Longbottoma zůstala na rodokmenu Blacků na Grimmauldově náměstí, zatímco Cedrella Blacková, která si vzala Septima Weasleyho, byla odstraněna), ale nikdy se nepřidala na stranu Voldemorta, naopak byla proti němu.

### Frank a Alice Longbottomovi
Frank Longbottom a Alice Longbottomová jsou rodiče Nevilla. Spolu s Alastorem Moodym byli prý nejlepšími bystrozory, jaké ministerstvo kouzel kdy mělo. Do roku 1981 se podle Brumbála, stejně jako Harryho rodiče, utkali třikrát s Voldemortem.
Jejich úspěchy byly ukončeny, když byli umučeni kletbou Cruciatus Belatrix Lestrangeovou.
V knize se objevili na fotografii původního Fénixova řádu, kterou Harrymu ukazoval Moody a v nemocnici svatého Munga o vánočních prázdninách v pátém díle, kdy je byl Neville spolu s babičkou navštívit. Právě v té chvíli tam ale byli také Harry, Ron, Hermiona a Ginny, kteří při návštěvě pana Weasleyho zabloudili na oddělení Trvalá poškození způsobená zaklínadly, odkud při hádce paní Weasleyové a jejího manžela pro jistotu odešli. V té chvíli spatřili svého bývalého učitele obrany proti černé magii Zlatoslava Lockharta. Ani jeden z Nevillových rodičů svého syna nepoznával, ale Alice věděla, že je to někdo, koho má ráda, protože mu dávala různé malé dárky (v této části knihy zrovna obal od žvýkaček).

### Augusta Longbottomová
Augusta Longbottomová je matka Franka Longbottoma a babička Nevilla, kterého po napadení a onemocnění jeho rodičů vychovávala. Je velmi přísná. Občas si stěžuje na to, že má Neville málo kouzelnického talentu, a když byl Neville malý, na chvíli si myslela, že je moták. 
Ne jako ostatní čistokrevní kouzelníci je hrdá na to, že je Neville kamarádem Harryho Pottera a obdivuje mudlům narozenou Hermionu, která ve škole pomáhá Nevillovi. Když už ztrácela naději, že její vnuk zdědil nadání svého otce, získala novou šanci, když se Neville zapojil do boje na ministerstvu na konci pátého dílu. Když Neville během boje zničí hůlku po svém otci, nezlobí se, jak Neville čekal, ale koupí mu novou, která Nevillovi pomůže vylepšit své kouzelnické schopnosti. Když se Neville chopil vedení Brumbálovy armády v sedmém díle a kladl neustálý odpor Alektě a Amycusi Carrowovým, novým profesorům v Bradavicích, pokusili se ji unést, ale ona se ubránila (Dawlish, který ji měl zajmout, skončil u svatého Munga), utekla a poslala Nevillovi dopis, ve kterém mu psala, že je na něj velmi hrdá a ať ve svém boji pokračuje. V knize je naposledy viděna během bitvy o Bradavice, kdy odchází z Komnaty nejvyšší potřeby, když tam potřebuje jít Harry. Zeptá se, kde je Neville, Harry jí řekne, že bojuje se Smrtijedy a ona odvětí: "Přirozeně." Neví se, jestli bitvu přežila nebo ne.